# Betzekämmerchen

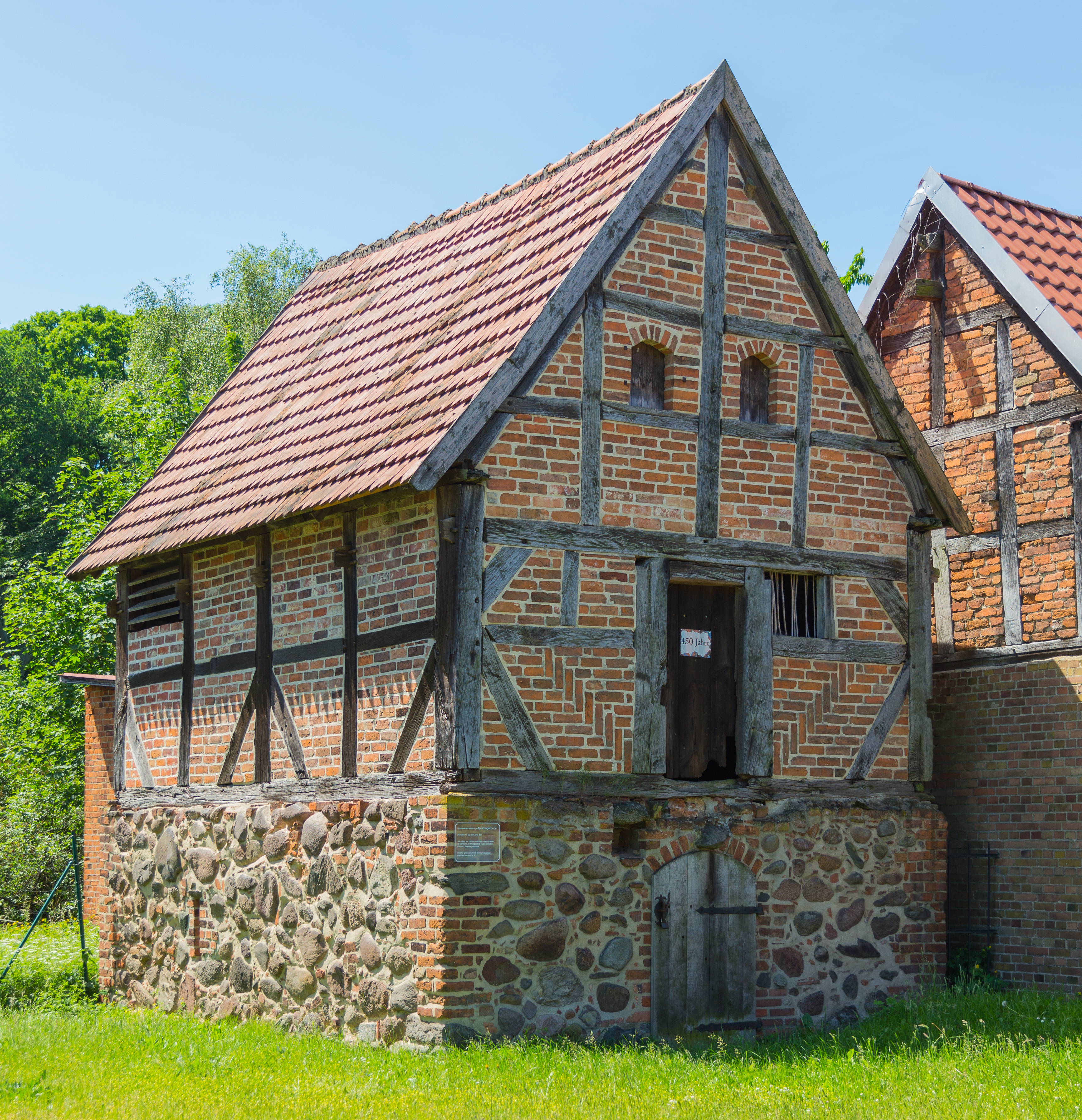
Hundeloch in Kloster Neuendorf: Der aus Feldstein errichtete Unterbau des 1561 datierten Speichergebäudes diente als Gefängnis, im Obergeschoss wurde vermutlich unter anderem Getreide getrocknet.

Die Begriffe Betzekämmerchen, Hundeloch, Hundestall und Narrenkäfig sind regional variierende Bezeichnung für ein Relikt der historischen Sozialdisziplinierung und des historischen Strafvollzugs. Betzekämmerchen waren bis zur Frühen Neuzeit weit verbreitet, kamen seit der Epoche der Aufklärung nach und nach außer Gebrauch und wurden 1810 im Geltungsbereich des napoleonischen Code pénal ganz abgeschafft.
In Süddeutschland bezeichnete man mit Betzekämmerchen den meist im Rathaus oder in einem anderen öffentlich zugänglichen Gebäude gelegenen, stets öffentlich einsehbaren Raum, der in erster Linie der Zurschaustellung und erst dann der Gefangenhaltung von Delinquenten diente, die darin eine nicht ehrvernichtende Strafe im Sinne einer Disziplinierung zu verbüßen hatten, deren Verhängung in die Zuständigkeit der Niederen Gerichtsbarkeit fiel, welche in Städten die Bürgermeister innehatten.
Die Synonyme Hundeloch und Hundestall leiten sich in diesem rechtssprachlichen Zusammenhang von dem Begriff Hunt oder Centenarius her, welcher in den in lateinischer Sprache verfassten germanischen Stammesrechten den Stellvertreter des Gaugrafen bezeichnet, dem als Vorsteher einer Centena, einem Teil eines Gaues, die Niedere Gerichtsbarkeit oblag.
In Norddeutschland diente dem Zweck der – zumeist auf einem Marktplatz – stets freistehende Narrenkäfig. Hierbei ist zu bemerken, dass nicht nur Geisteskranke, sondern auch Menschen, die sich unvernünftigen Handlungen wie Trunkenheit, Unzucht und nächtlicher Ruhestörung hingaben, bis in die Neuzeit hinein als Narren bezeichnet wurden. Dabei war nicht etwa eine medizinische Diagnose der Maßstab, sondern vielmehr ein meist religiös begründeter Verhaltenskodex.
Die Inhaftierung in ein Betzekämmerchen erfolgte meist durch den Nachtwächter oder durch sonstige Ordnungskräfte und in der Regel ohne Gerichtsverfahren, aber niemals ohne das Wissen des Bürgermeisters oder einer sonst zuständigen Person, die notfalls geweckt werden musste, um über die Inhaftierung in Kenntnis gesetzt zu werden.
Der Delinquent wurde in der Mittagszeit zwischen dem Feldläuten oder während Marktzeiten in das öffentlich einsehbare Betzekämmerchen gesperrt, so den Passanten zur Schau gestellt und ihrem Spott ausgesetzt. Dabei ermöglichte die übliche Vergitterung nicht allein die Zurschaustellung, sondern schützte den Inhaftierten auch vor etwaigen tätlichen Übergriffen.
Diese Form der Bestrafung diente – der Schwere der Taten entsprechend – allein der Sozialdisziplinierung, hatte aber keinen ehrvernichtenden Charakter und auch keinen Einfluss auf die Rechtsstellung des Delinquenten.

## Orte, an denen Betzekämmerchen erhalten sind (Auswahl)
- Appenheim, Rathaus
- Flonheim, Rathaus
- Frei-Laubersheim, Rathaus
- Gau-Algesheim, Graulturm (benannt nach Oberschultheiß Peter Grauel)
- Gau-Bickelheim, Rathaus, erbaut 1548
- Gauersheim, Wallbrunn'sche Bannwirtschaft, Brückenstraße 10
- Pfaffen-Schwabenheim, am Türsturz bez. 1699, Rathaus